# Ковалишин Олександр Петрович
Олександр Петрович Ковалишин (нар. 14 квітня 1928, тепер Радехівського району Львівської області — ?) — український радянський діяч, механізатор, тракторист-комбайнер колгоспу імені Леніна Радехівського району Львівської області. Герой Соціалістичної Праці (22.12.1977).

## Біографія
Народився в селянській родині. Закінчив школу механізаторів.
З 1952 до 1958 року — комбайнер Лопатинської машинно-тракторної станції (МТС) Лопатинського району Львівської області.
З 1958 року — тракторист-комбайнер, бригадир тракторної бригади колгоспу імені Леніна села Хмільне Радехівського району Львівської області.
Член КПРС.
Займав перші місця в соціалістичному змаганні серед комбайнерів Львівської області. У 1976 році збирав врожай в Зерноградському районі Ростовської області РРФСР, де скосив зернових на площі 315 га і намолотив 584 тони зерна. Повернувшись в колгосп імені Леніна Радехівського району, в 1976 році скосив зернових на площі 296 га і намолотив 1074 тони зерна.
Указом Президії Верховної Ради СРСР від 22 грудня 1977 року за успіхи, досягнуті у Всесоюзному соціалістичному змаганні, виявлену трудову доблесть у виконанні планів і соціалістичних зобов'язань по збільшенню виробництва і продажу державі зерна та інших продуктів землеробства у 1977 році, Олександру Петровичу Ковалишину присвоєно звання Героя Соціалістичної Праці з врученням ордена Леніна і золотої медалі «Серп і Молот».
Потім — на пенсії в селищі Лопатині Радехівського району Львівської області.

## Нагороди
- Герой Соціалістичної Праці (22.12.1977)
- три ордени Леніна (26.02.1958, 1973, 22.12.1977)
- медаль «За доблесну працю. В ознаменування 100-річчя з дня народження Володимира Ілліча Леніна» (1970)
- медалі